# Мед
Мед — густа солодка, в'язка речовина, яку бджоли переважно виробляють з нектару квітів. За походженням розрізняють квітковий (нектарний) і падевий мед. Мед виробляють кілька видів бджіл, найвідоміші з яких — медоносні.
Мед виготовляють і зберігають для живлення бджолиних сімей. Бджоли виробляють мед, збираючи та очищуючи цукристі виділення рослин або виділення інших комах, наприклад медяну росу попелиць. Це очищення відбувається як всередині окремих бджіл, через регургітацію та ферментативну діяльність, так і під час зберігання його у вулику, внаслідок випаровування води, що скупчує цукор меду, поки він не стане густим і в’язким.

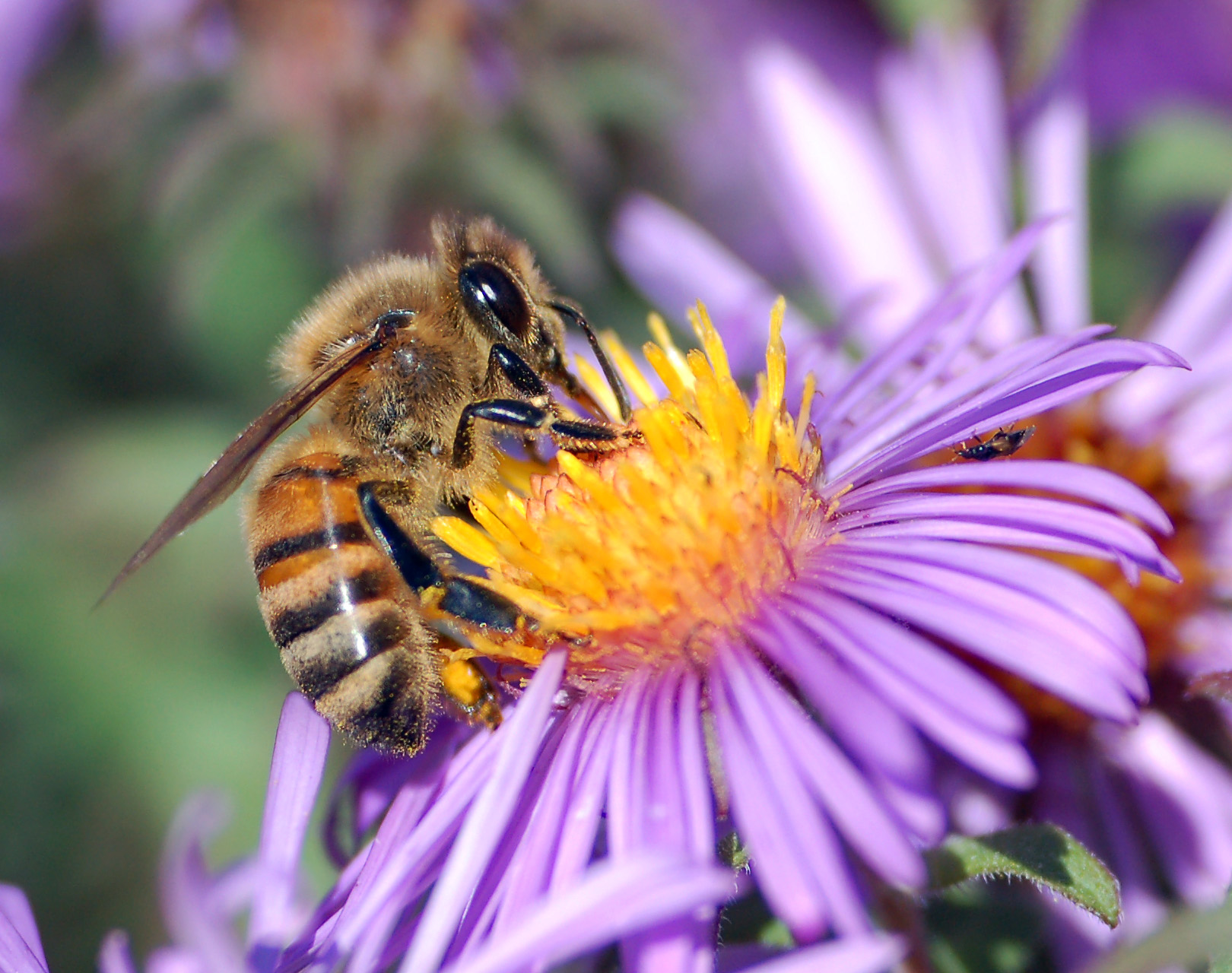
Збирання нектару

Квітковий мед бджоли виробляють з нектару квіток багатьох видів рослин. Переважно це суміш, яка утворюється впродовж збирання краплинок з кількох різних медоносів, що одночасно квітнуть поблизу пасіки. Такий змішаний бджолами добуток називають збірним, або поліфлорним, медом, а коли у вулик надходить нектар лише з однієї медоносної рослини, його називають монофлорним. В Україні поширені різновиди монофлорного меду з гречки, липи, соняшника, еспарцету, конюшини, буркуну, білої акації, ріпаку та інших рослин. Кожний має своєрідний смак, колір, відрізняється вмістом цілої низки речовин, проте за хімічним складом, всі сорти квіткового меду, дуже близькі. Україна один із найбільших виробників меду у світі.

## Назва
У слов'янських мовах «медом» зветься як продукт бджільництва, так і напій з нього.
Праслов'янське *medъ виводять від пра-і.є. *medʰ-u- («мед, медовий напій») і вважають спорідненим з лит. medus і латис. medus («мед»), дав.-прусськ. meddo («мед, медовий напій»), англ. mead, нім. Met і норв. mjǫðr («медовий напій»), дав.-ірл. mid («хмільний мед»), валл. medd,  дав.-гр. μέθῠ («хмільний напій»), санскр. मधु, «мадху» («мед, медовий напій»), авест. maðu («мед», «вино»), гамб. mura, кашм. mäch, тохар. B mit («мед»; запозичено також до китайської і японської як 蜜), осет. муд, лув. maddu- та ін.
Поряд з «мед», словниками засвідчена також форма «мід», яка пов'язана з процесом переходу /е/ в /i/ у новозакритих складах.
Липовий мед і напій з цього меду також мають назви «липець», «липник», «липняк».

## Історія
Мед уживається людьми з незапам'ятних часів. Якщо вірити наскельному живопису, то збирали дикий мед ще 13 000 років до н. е.[джерело?]. З початку свого існування люди використовували мед не тільки як їжу, але одночасно і як цілющий засіб. Про це свідчать збережені пам'ятники найдавнішої культури. Є відомості, що при похованні, єгиптяни цілком занурювали тіло померлого в мед, і таким чином воно максимально зберігалося завдяки високим антисептичним та зберігальним властивостям цієї природної речовини. В історії зберігся факт, що свідчить про те, що після смерті Олександра Македонського його тіло було занурене в мед і перевезено в центральну частину Македонії для поховання.[джерело?]

## Вироблення меду

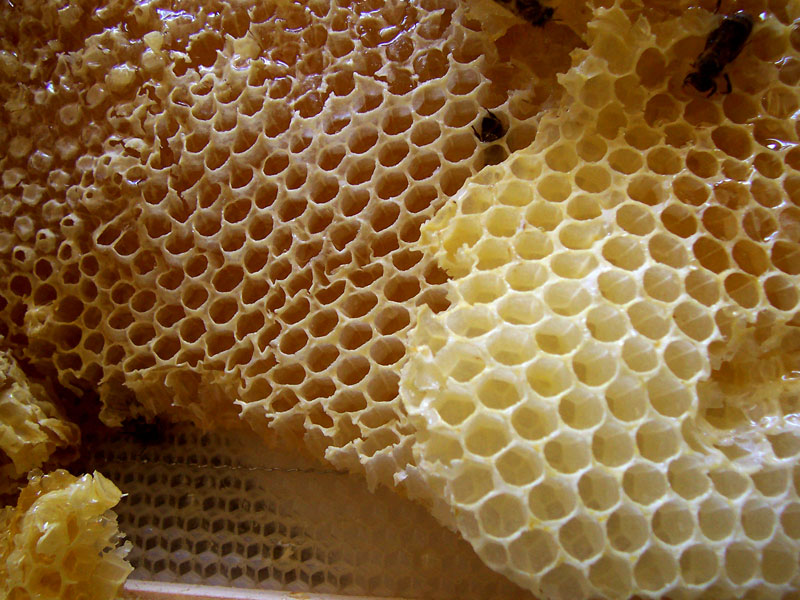
Стільники

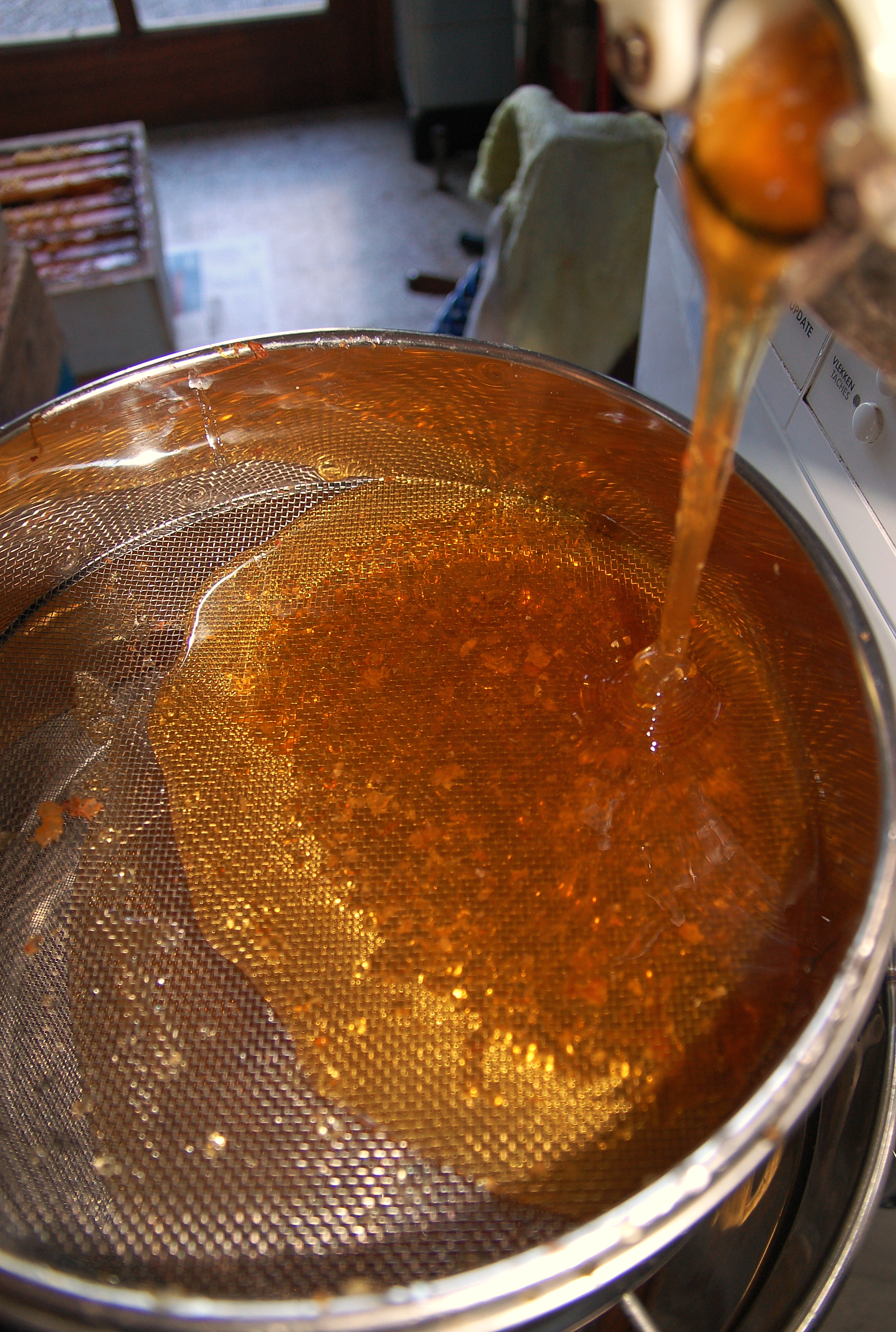
Фільтрування меду

Вишиванка-фест 2012 в Дрогобичі. Виставка-продаж продуктів бджолярства (мед).

Вироблення меду починається в організмі бджіл-збирачок. Ще під час роботи на квітках до нектару в медове воло додаються ферменти, виділені підглотковою залозою. Під впливом одного з них — інвертази відбувається гідроліз (розщеплення) сахарози на глюкозу і фруктозу. Приймальниці одержують нектар від збирачок, продовжують обробку. Вони переносять солодкі краплини в комірки, багато разів випускають із вола на кінчик хоботка і вбирають назад. Від цього нектар збагачується ферментами. Сахарози стає менше, а глюкози та фруктози — більше. Крім хімічних перетворень, знижується вміст води під впливом активного випаровування. У зв'язку з цим під час доброго взятку в гнізді потрібно мати достатню кількість стільників для набризкування нектару. Якщо в сім'ї мало бджіл або не вистачає місця для свіжого нектару, затримується його збирання і дозрівання, від чого медозбір помітно послаблюється. В гнізді зі свіжим кормом бджоли посилюють вентиляцію. У результаті складної роботи щодо перетворення нектару змінюється хімічний склад зрілого продукту, він стає густим, легко засвоюваним і придатним для тривалого зберігання. Готовий мед бджоли запечатують у комірках восковими кришечками. Ця ознака покладена в основу визначення його зрілості та строків відкачування. Незапечатаний мед має не тільки підвищену водність, а й містить значну кількість нерозщепленої сахарози, що знижує його якість. В недозрілому стані він скисає, зброджується, тому зберігатись не може.

### Інші комахи
Медоносні бджоли — не єдині еусоціальні комахи, які виробляють мед. Усі непаразитичні джмелі та бджоли без жала виробляють мед. Відомо, що деякі види ос, такі як «Brachygastra lecheguana» і «Brachygastra mellifica», поширені в Південній і Центральній Америці, харчуються нектаром і виробляють мед. Інші оси, такі як Polistes versicolor, також споживають мед. У середині свого життєвого циклу вони чергують живлення багатим білком пилком і медом, який є набагато щільнішим джерелом харчової енергії.

## Склад меду
В складі меду виявлено близько 300 речовин і зольних елементів (Чудаков В. Г., 1979). В ньому концентрується весь склад нектару, збагачений виділеннями спеціальних залоз бджіл. Деякі компоненти утворюються в результаті хімічних реакцій у комірках стільників.
Склад меду: перший компонент — фруктоза (21,7—53,9 %) і глюкоза (20,4—44,4 %); другий — органічні кислоти; третій — хімічні елементи, кількість яких майже така ж, як і в крові людини; четвертий — білки (ензими), які прискорюють проходження хімічних процесів в живих організмах; п'ятий — інвертаза, діастаза, каталаза та інші складові; шостий — вітаміни; сьомий компонент меду — вода. Нормальна її кількість в меді становить від 15 до 20 %.
Основною складовою частиною є цукри. Разом з іншими речовинами та елементами вони становлять в середньому 80 % загальної маси, решта припадає на воду. Водність більшості сортів, зібраних у різних місцевостях нашої країни, становить близько 18 %. Вміст води змінюється від 15 до 21 %. Суміш глюкози й фруктози називають інвертним цукром. У більшості сортів меду глюкоза і фруктоза потрапляють з нектару переважно в готовому вигляді. Певна частина їх при перероблюванні нектару утворюється із сахарози під впливом ферментів і кислот. З підвищенням вмісту інвертного цукру поліпшується якість меду і його зрілість.
У високоякісних сортах меду близько 75 % простих цукрів. Глюкози, як правило, менше (близько 35 %) ніж фруктози (40 %). Співвідношення їх дуже впливає на фізичні властивості меду. Зі збільшенням кількості глюкози підвищується здатність до кристалізації, а від фруктози він солодший на смак і більш гігроскопічний (здатність вбирати в себе вологу, що є в навколишньому середовищі). За даними Української дослідної станції бджільництва, різні сорти медів України містять в середньому 68,5—74,1 % інвертного цукру (Черкасова А. І., 1969).
Сахарози в зрілому меді від 1,3 до 5 %. У результаті переробки бджолами вона майже повністю або вся розщеплюється на глюкозу і фруктозу. Понад 7—8 % її в меді свідчить про незрілість або фальсифікацію продукту. Містяться в меді мальтоза, невелика кількість декстринів (3—4 %), білків (0,3 %), кислот (0,1 %) та ферментів, а також ароматичні речовини. З нектаром вони потрапляють у вулик і надають своєрідного запаху зрілому продукту. Найбільше їх у свіжому меді. Вони частково втрачаються при відкачуванні та зберіганні без щільного закривання, а найбільше — під час обробки, нагрівання та фасування, коли мед відкритий. У таких процесах мед бажано тримати за змоги закритим.

### Вміст вітамінів
Вітаміни групи B, а також аскорбінова кислота (С) у суміші з іншими компонентами, що містяться в меді, дуже корисні для людського організму.

### Вміст мінеральних речовин
Мінеральні речовини (зола) становлять в середньому 0,17 % (0,112—0,32 %), у медах темного кольору їх більше, що підвищує харчову цінність. Найбільше в меді калію, далі йдуть кальцій, натрій, фосфор, магній.

### Ферменти
Такі ферменти, як інвертаза, діастаза, каталаза, ліпаза та інші, що містяться в меді, при нагріванні до високих температур (60 °C і вище) чи фальсифікації втрачають або знижують свою активність. Про вміст ферментів свідчить діастазне число. Діастазне число до 30—50 одиниць Готе свідчить про високу ферментативну активність.

## Лікарські та фармакологічні властивості
Мед здавна використовується в народній та традиційній медицині завдяки своїм унікальним лікувальним властивостям. Сучасні наукові дослідження підтверджують його ефективність у лікуванні різних захворювань та прискоренні процесів загоєння.
- Антибактеріальна та противірусна дія

Мед містить природні ферменти та сполуки, такі як перекис водню, дефензини й флавоноїди, які забезпечують потужний антибактеріальний ефект. Він ефективний проти таких патогенів, як Staphylococcus aureus та Escherichia coli, а також деяких вірусів, що викликають респіраторні захворювання.
- Загоєння ран та опіків

Завдяки своїм антисептичним властивостям мед використовується як природний засіб для лікування ран, опіків та виразок. Він сприяє регенерації тканин, знижує запалення та запобігає розвитку інфекцій. Дослідження показали, що медова терапія може бути такою ж ефективною, як і традиційні антисептичні засоби.
- Заспокійливий засіб від кашлю

Мед є натуральним засобом проти кашлю, особливо ефективним у дітей. Він пом'якшує подразнене горло, зменшує нічний кашель та сприяє кращому сну.
- Вплив на рівень цукру в крові

Попри високий вміст вуглеводів, мед має нижчий глікемічний індекс порівняно зі звичайним цукром. Деякі дослідження свідчать, що помірне споживання меду може позитивно впливати на рівень глюкози в крові та навіть знижувати ризик розвитку діабету 2-го типу завдяки антиоксидантам, які покращують чутливість до інсуліну.
- Антиоксидантний та протизапальний ефект

Флавоноїди та фенольні кислоти, що містяться в меді, допомагають боротися зі стресом, спричиненим вільними радикалами. Це може знижувати ризик серцево-судинних захворювань, нейродегенеративних розладів і хронічних запалень.
Мед продовжує викликати великий інтерес у наукових колах завдяки своїм багатогранним лікарським властивостям. Однак, важливо пам’ятати, що його слід вживати помірковано, особливо людям із порушеннями обміну речовин .
Згідно з даними Національного інституту здоров'я США, мед може бути ефективний при лікуванні опіків, ран, кашлю, діабету. Мед має підтверджені антибактеріальні та противірусні властивості, інтерес до яких останнім часом зростає.

## Падевий мед
Падевий мед потрапляє у вулики в теплу і суху погоду, коли на листках рослин з'являється багато солодких краплин — паді. Її виділяють попелиці, черв'ячки та інші шкідники, що висмоктують рослинний сік. Зменшення або припинення виділення нектару змушує бджіл шукати й збирати на рослинах падь.
На пасіках збір падевого меду досить часте явище переважно протягом трьох літніх місяців — червня, липня й серпня. Бджоли збирають її на значній кількості деревних (хвойних і широколистих) порід, деяких кущах і трав'янистих рослинах. Іноді виділення паді буває настільки сильним, що бджолині сім'ї приносять її у вулики щодня по 2—3 кг. У таких випадках відкачують багато меду. Установлено таке співвідношення збирання паді з різних рослин: з липи — 21 %, дуба — 18 %, верби — 12 %, білої акації — 9 %, осики та груші — по 8 %, яблуні — 6 %, клена — 4 %, сливи й кропиви — по 3 %, сосни, вишні, молочаю і будяка — по 2 % (Нестер-водський В. А., 1966). У 1963 р. виявлено збір паді з кукурудзи.
Падевий мед темного кольору з різними відтінками. Так, з липи та ялини він темно-зелений, верб — коричневий, дуба — коричнево-чорний. З деяких рослин він світлий із золотисто-жовтим (ялиця), лимонно-жовтим і яскраво-бурим (модрина), водянисто-прозорим (гірська сосна) кольором.
Водність падевого меду у порівнянні з квітковим дещо нижча. Через це, а також у результаті більшої кількості білкових та декстриноподібних речовин в'язкість і тягучість його у 2—3 рази вища. Він містить більше золи, декстринів і сахарози.
Характеризуючи хімічний склад падевого меду, В. А. Темнов (1967) зазначав, що підвищений вміст білкових та мінеральних речовин поліпшує його харчові якості. Зокрема, в ньому багато корисних для організму солей калію, заліза, особливо в сортах темного кольору. Падевий мед у порівнянні з квітковим містить більше фосфору, міді, марганцю, молібдену, натрію і магнію. Загальна зольність його становить в середньому 0,569 %, тим часом як квіткового — 0,123 %. Висока поживність, підвищена кількість ферментів, мінеральних та інших речовин надають падевому меду особливих лікувальних властивостей. Людині він не шкодить. В деяких закордонних країнах попит на нього зростає, особливо на сорти світлого кольору, які на смак і корисністю для організму вважають кращими, ніж квіткові. Для збирання паді пасіки вивозять у ліси.
У зв'язку з негативним впливом паді на бджіл зимою, причиною якого є недостатній контроль за якістю корму наприкінці літа, більшість пасічників байдужі до використання падевих взятків. Через це в природі, головним чином у лісах, залишається незібраною велика кількість корисного продукту.
Падевий мед слід розглядати як цінний продукт, хоча в нашій країні він і поступається найкращим сортам квіткового меду. Збирання паді, особливо при відсутності нектарного взятку, може стати додатковим резервом підвищення продуктивності бджолиних сімей та одержання меду для харчових і лікувальних цілей. Щоб запобігти негативному впливу такого меду на бджіл під час зимівлі, його своєчасно відкачують, а сім'ї наприкінці літа підгодовують цукровим сиропом або забезпечують доброякісним квітковим медом.
Для харчових цілей падевий мед влітку відкачують в міру нагромадження в гнізді. Добре відбирати, коли бджоли складали його компактно — над гніздовою розплідною частиною у верхньому корпусі або в бокових рамках. Якщо велика кількість потрапляє в стільники біля розплоду, то його бджоли споживають до зимівлі та шкоди це не завдає.
Якість натурального меду, заготовленого на зиму влітку, остаточно перевіряють за допомогою спеціальних методів. При цьому слід враховувати, що падь буває в різних місцях стільників і в різних частинах гнізда. Падевий мед може бути запечатаним і відкритим.

## Кристалізація меду

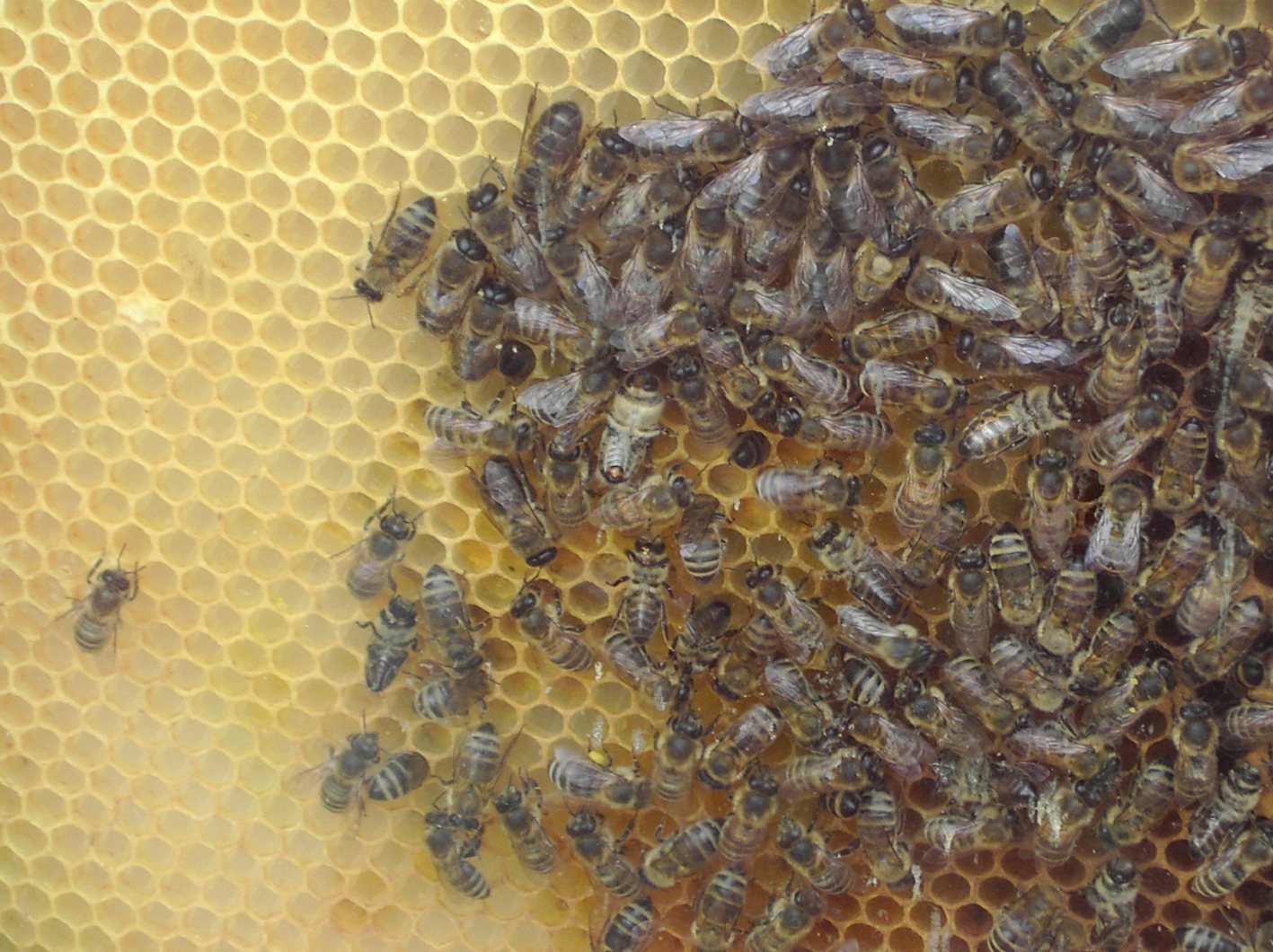

Кристалізований і некристалізований мед за своєю природою і складом не різниться.
Кристалізація полягає у перетворенні розчиненого цукру у твердий (кристалічний) стан. На схильність меду до кристалізації та її швидкість впливає насамперед співвідношення глюкози й фруктози, а також тепло. Чим більше глюкози, тим швидше відбувається кристалізація меду. В різних за походженням сортах співвідношення глюкози та фруктози неоднакове.
Наприклад, у конюшинному на 100 частин глюкози припадає 104 частини фруктози, а в акацієвому — 170 частин фруктози. Як правило, фруктози міститься більше, ніж глюкози. При невеликій різниці мед кристалізується швидко, бо глюкоза сприяє кристалізації й фруктози. Зі збільшенням фруктози схильність до випадання кристалів знижується. Так, мед з білої акації, в якому майже у два рази більше фруктози, залишається рідким дуже довго. На кристалізацію падевого меду впливає вміст декстринів та мелецитози. Більша кількість декстринів сповільнює випадання кристалів, а мелецитози — прискорює.
Кристалізацію меду можна прискорити або загальмувати впливом температури. Найшвидше вона відбувається при температурі 13—14 °C, пониження її затримує утворення кристалів, підвищення зменшує схильність до утворення кристалів, а при 40 °C вони розчиняються. На великих підприємствах кристалізацію гальмують і зберігають мед рідким у великих місткостях при температурі 40 °C, підігріваючи теплою водою.
Кристалізований мед при потребі можна розчинити тривалим нагріванням у посуді з теплою водою при температурі 50 °C. При цьому харчові якості та лікувальні властивості частково або повністю (залежно від тривалості нагрівання) втрачаються. Якість посуду, в якому зберігається мед, на процес кристалізації не впливає.
На ринках більший попит на мед з дрібнозернистою кристалізацією. Але природне утворення дрібнокристалічної маси властиве не кожному сорту. Хід кристалізації можна спрямувати на досягнення дрібнозернистої структури. Для цього до відкачаного меду додають 5—10 % дрібнозернистого сорту і витримують при відповідних температурних режимах.
У процесі кристалізації можна одержати так званий збитий мед. Його обробку спрямовують на одержання м'якої збитої маси з однорідним оксамитним смаком. В процесі перемішування (збивання) в мед потрапляє повітря, маса стає білою і привабливою на вигляд. Одержання його зводиться до такої ж обробки, нагрівання із засівом, а через кілька днів, коли він ще витікає, пропускають через мішалки або інші пристосування для збивання. Збитий мед розливають в тару і зразу ж охолоджують при температурі 15—17 °C протягом кількох годин. Потім до реалізації його витримують протягом кількох днів при температурі 22 °C.

## Хімічний склад меду

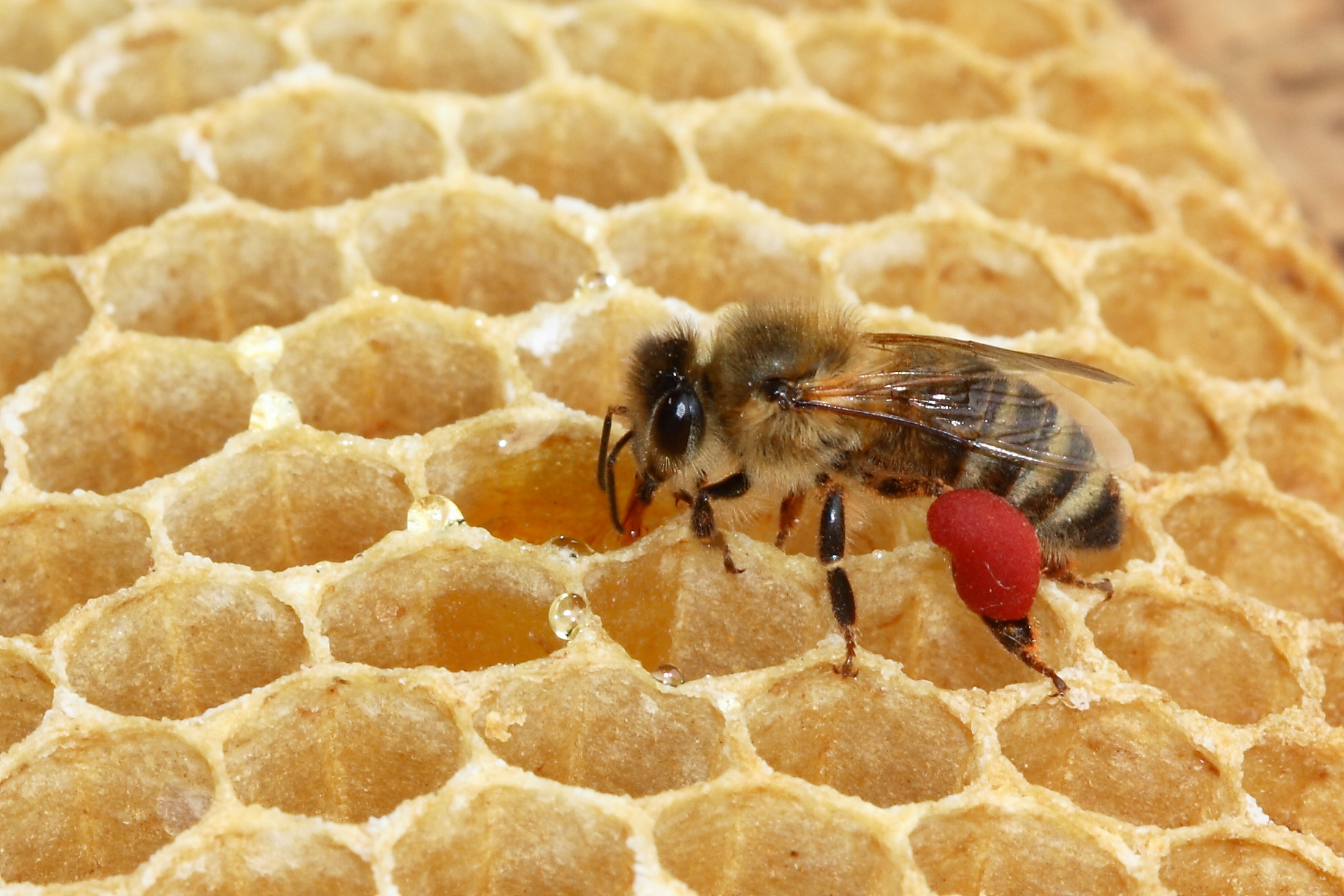

Хімічний склад і харчова цінність вітчизняного меду різноманітні та залежать від джерела нектару, регіону виростання нектародайних рослин, часу одержання, зрілості меду, породи бджіл, погодних і кліматичних умов, сонячної активності й інших факторів. Однак основні групи речовин у складі меду є постійними для нього.
У меді виявлено близько 300 різних компонентів, 100 з них є постійними й маються в кожнім виді.
Сахариди складають основну частину меду (глюкоза, фруктоза, мальтоза, трегалоза, сахароза й ін.), загальний вміст яких досягає 80 %. Глюкоза і фруктоза займають велику частину в дозрілому меді, до 80—90 % від суми всіх цукрів. Цей вміст цукрів є кінцевим у серії ферментативних процесів рослинних і бджолиних карбогідраз, і залежить від діяльності ферментів, від складу і походження сировини, з якої створюється мед. Мальтоза синтезується в процесі дозрівання меду, і її кількість може досягати 6—9 %. Сахароза гідролізується під дією ферменту інвертази і після дозрівання меду її вміст коливається від 0 до 1—1,5 %, у падевом до 3 %. У цукровому дозрілому меді вміст сахарози становить усього 1—3 %. У недоспілих медах вміст сахарози може досягати 13—15 %, особливо при рясних зборах нектару з липи дрібнолистній, у нектарі якої переважає даний цукор.
У падевому меді вміст великої кількості мальтози, трегалози та мелецитози є відмінною рисою, характерною тільки для цього виду. У водних розчинах усі цукри, що редукують, знаходяться в декількох ізомерних формах, але основними є альфа- і бета-форми. Співвідношення цих форм цукрів сильно коливається залежно від джерела нектару і ступеня його кристалізації. Тому за співвідношенням альфа-глюкоза/бета-глюкоза можна встановлювати ботанічне походження рідкого меду. Співвідношення глюкоза/фруктоза і наявність інших ди- і трисахаридів широко використовується за кордоном при встановленні ботанічного походження меду. Подібна робота проведена й у нашій країні.
Були вивчені цукри основних видів вітчизняного меду і встановлена визначена залежність складу цукрів від джерела нектару. Для липцю характерно високий вміст мальтози (5—8 %), низький або середній вміст фруктози (32,8—41,5 %), середній або високий вміст глюкози (51—55 %) — у цілком дозрілому липці практично відсутня сахароза, відношення альфа-глюкоза/бета-глюкоза близько 1, відношення фруктоза/глюкоза нижче 0,8, ступінь насолоди становить менше ніж 113 одиниць стосовно сахарози.
Білоакацієвий мед за складом цукрів характеризується середнім вмістом мальтози (2,5—5,7 %), середнім або високим вмістом фруктози (39—44 %), середнім або високим вмістом глюкози (47—58 %), обов'язковою присутністю сахарози (0,5—0,9 %), відношенням альфа-глюкоза/бета-глюкоза менш як 1, відношення фруктоза/глюкоза нижче 0,95. Ступінь насолоди становить 109—119 одиниць.
Для соняшникового меду властивий низький вміст мальтози (0,8—2,9 %), середній вміст фруктози (37,6—44,1 %), середній або високий вміст глюкози (52—56,5 %), обов'язкова присутність сахарози (0,3—0,8 %). Інші дисахариди утримуються в дуже невеликих кількостях. Відношення альфа-глюкоза/бета-глюкоза більше або дорівнює 0,98, відношення фруктоза/глюкоза не більш ніж 0,86. Ступінь насолоди становить 113—116 одиниць.
Показовим для буркунового меду є середній вміст мальтози (3,5—4,3 %), середній або високий вміст фруктози (40—50 %), вміст глюкози сильно коливається (45—55 %), вміст сахарози близько 0,6 %, відношення фруктоза/глюкоза має великі коливання (0,73—1,11), ступінь насолоди цього меду становить понад 112 одиниць.
Еспарцетовий мед характеризується середнім або низьким вмістом мальтози (1,5—3,7 %), середнім вмістом фруктози (38—44 %), середнім або високим вмістом глюкози (48,5—57 %), відсутністю сахарози в дозрілих медах і значною її кількістю у недоспілих (1,9—3,7 %), відношенням альфа-глюкоза/бета-глюкоза більш як 0,97, а відношенням фруктоза/глюкоза менше ніж 0,91, середнім ступенем насолоди (115 одиниць). Склад меду у комплексі, що приводиться, моно- і дисахаридів у процесі зберігання значно коливається на різних стадіях стабілізації. Тому дані аналізу складу цукрів меду доцільно розглядати лише як додатковий матеріал при характеристиці ботанічного походження меду.
Азотисті речовини присутні в меді у вигляді білків і небілкових з'єднань. Вони попадають у мед з рослин разом з нектаром, пилком, а також у вигляді виділень залоз бджоли. Зміст білкових речовин у квіткових медах невеликий 0,08—0,40 %, тільки у вересовому і гречаному медах він доходить до 1 %, а в падевом меді білків значно більше — від 1 до 1,9 %. Білки знижують поверхневий натяг меду, підсилюють його спінювання, сприяють збереженню дрібних повітряних пухирців, що ускладнюють обробку і погіршують його зовнішній вигляд. Добре відома схильність гречаного меду до спінювання, що обумовлено високим вмістом білка. Білкові речовини знаходяться в меді в колоїдному стані, викликають помутніння і потемніння при нагріванні, а також є центрами кристалізації при зберіганні меду.
Встановлено пряму кореляційну залежність між вмістом азотистих речовин і активністю ферментів. Можна вважати, що білкові речовини бджолиного меду в основному представлені ферментами.
За даними В. Г. Чудакова, у меді виявлені: альфа- і бета-амілази, інвертаза, кисла фосфатаза, каталаза, пероксидаза, поліфенолоксидаза, глюкооксидаза, ліпаза, редуктаза, протеаза, аскорбінатоксидаза, фосфоліпаза, інулаза, глікогеназа.
Найбільш вивчені амілолітичні ферменти меду — альфа- і бета-амілази. Їхню сумарну активність визначають діастазним числом, що прийнято виражати в одиницях Готі. Деякі види меду мають характерні значення діастазного числа. За даними А. І. Черкасової, білоакацієвий мед відрізняється низькою амілазною активністю. Діастазне число еспарцетового меду коливається від 0 до 30 одиниць, гречаного — від 20 до 50 одиниць. Темні та падеві види меду за амілазною активністю значно відрізняються від світлих квіткових.
Вільні амінокислоти меду є основними азотистими з'єднаннями. Зміст вільних амінокислот меду перевищує зміст зв'язаних (білкових) амінокислот удвічі, причому кількість вільних амінокислот у 100 м нектару і меду однакова, у той час як кількість зв'язаних амінокислот у 100 м нектару становить 1204 мг, а в 100 м меду всього 85,8 мг. Основними вільними амінокислотами закордонних медів є пролін і фенілаланін, що становлять 65—70 % від усієї кількості вільних амінокислот.
Основною вільною амінокислотою у вітчизняних медах є треонін. Його вміст у світлих ме-дах коливається від 54,8 до 68,7 % від загальної кількості вільних амінокислот. У темних медах його вміст значно менший (33,4% — у гречаному, 40,7 % — у фацелієвому). Пролін є присутнім у значних кількостях лише в темних медах (23,8 % у гречаному і 21,1 % у фацелієвому), а у світлих медах його вміст незначний (2,7—7,3 %).
Для липцю характерна висока кількість метіоніну (7—10 %) при середньому вмісті проліну, фенілаланіну і глутамінової кислоти. Для білоакацієвого меду специфічно вищий вміст валіну в порівнянні з проліном і середня (2,4—3 %) кількість лізину і глутамінової кислоти. У еспарцетових медах високий вміст фенілаланіну (9—17 %) при середній (1,7—7,3 %) кількості проліну та метіоніну і низькій (0,3—1,8 %) кількості глутамінової кислоти. У соняшниковому меді основною амінокислотою після треоніну є глутамінова. Вільні амінокислоти меду мають здатність вступати в з'єднання з цукрами, утворити темнозабарвлені меланоїдини. Цим в основному мається на увазі потемніння меду при тривалому зберіганні, а також після його нагрівання при високій температурі.
Білки і вільні амінокислоти не є кількісно важливими компонентами меду і не грають великої ролі в підвищенні його харчової цінності. Однак при їхній відсутності пропадають властиві тільки цьому продуктові характерні ароматичні речовини, оскільки ферменти, що складаються з білків, формують і підтримують склад меду щодо всіх основних компонентів.
При тривалому зберіганні відбувається старіння ферментів, мед утрачає специфічний медяний аромат.
До азотовмісних з'єднань належать також алкалоїди, що зустрічаються в нектарі окремих квіток (тютюну, рододендрону тощо), продукти ферментативного розщеплення амінокислот, меланоїдини.
Мед має, як правило, кисле середовище, тому що він містить органічні (близько 0,3 %) і неорганічні (0,03 %) кислоти. У складі меду знайдені органічні кислоти: мурашина, оцтова, молочна, бурштинова, яблучна, виноградна, лимонна, піровиноградна, глюконова, цукрова і деякі інші; з неорганічних — фосфорна, соляна. Кислоти знаходяться в меді у вільному і зв'язаному станах і потрапляють до нього з нектару, паді, пилкових зерен, виділень бджоли, а також синтезуються в процесі ферментативного розкладання й окислювання цукрів. Падевий мед відрізняється великим змістом органічних кислот. При шумуванні меду збільшується кислотність у результаті утворення оцтової й молочної кислот, а при тривалому впливі температури підвищується вміст мурашиної та левулинової кислот у результаті руйнування оксиметилфурфурола.
Присутність вільних кислот визначають за активною кислотністю розведеного розчину меду і виражають у виді значень pH. Для квіткових світлих медів значення pH коливаються від 3,5 до 4,1, а липець має характерні значення pH від 4,5 до 7.
У складі меду виявлені багато макро- і мікроелементів. Світлі квіткові види меду містять близько 0,2—0,3 % зольних елементів, темні квіткові, особливо вересковий,- близько 0,5—0,6 %, а падеві значно більше — до 1,6 %. Зольні елементи попадають у мед з нектару. В одних видах нектару вміст зольних елементів високий, в інших — низький. Встановлено зв'язок між вмістом зольних елементів в меді, рослинах і ґрунтах. Наприклад, невеликий вміст кальцію в меді може бути пов'язаний зі зниженим вмістом цього елемента в ґрунті. Зольні елементи входять до складу багатьох ферментів і тому відіграють важливу роль у біохімічних процесах, що відбуваються в рослинах, нектарі та меді.
Мед як природний тваринно-рослинний продукт за кількістю зольних елементів не має собі рівного. У ньому виявлено 37 макро- і мікроелементів.
У меді утримуються в основному водорозчинні вітаміни. Вміст основних вітамінів досить мінливий і залежить від джерела одержання нектару, числа пилкових зерен у продукті. Пилок є основним джерелом вітамінів, видалення квіткового пилку фільтруванням або відстоюванням зменшує вміст вітамінів на 33—50 % у порівнянні з первісним. Мед від природи має кисле середовище і це сприяє повільному руйнуванню вітамінів під час збереження. У меді виявлений також вміст токоферолу, ретинолу, каротину, холіну.

## Барвні речовини
Барвні речовини — це рослинні пігменти, що перейшли в мед разом із нектаром, представлені жиро- і водорозчинними речовинами. Жиророзчинні пігменти, що є присутніми у меді (похідні каротину, ксантофілу, хлорофілу), додають жовтий або зеленуватий відтінок світлим медам. Значна частина барвних речовин темних сортів меду водорозчинна — це антоціани, таніни. На колір меду впливають також меланоідини, що накопичуються при довготривалому збереженні та нагріванні меду та надають йому темно-коричневого кольору. Склад барвних речовин меду залежить від його ботанічного походження, а тому їх визначення може істотно підвищити точність визначення виду меду.
Бджолиний мед має широку гаму відтінків аромату залежно від виду джерела нектару, терміну зберігання, ступеня термічної обробки. Він має специфічний, властивий тільки йому медовий аромат, що може бути сильно вираженим або ж завуальованим сильнішим квітковим запахом. Якщо квітковий аромат для кожного меду різний, то медовий характерний для усіх видів меду, у тому числі й для цукрових. Ці речовини утворюються при ферментативних процесах, що відбуваються в меді, тому медовий аромат виникає не відразу після запечатування бджолами стільників, а впродовж визначеного часу.
Закінчується формування медового аромату на третьому — п'ятому місяці зберігання. Оскільки медовий аромат утворюється з продуктів ферментних перетворень цукрів, амінокислот, вітамінів та інших речовин, то він генерується, поки діє ферментна система. При тривалому зберіганні, а також при високому нагріванні ферменти руйнуються і дезактивуються, у результаті чого утворення ароматичних речовин припиняється і медовий аромат зникає.
Наразі визначено близько 200 ароматичних речовин меду, в подальшому число ідентифікованих з'єднань може досягти 500 і більше, тому що квітковий мед кожного конкретного виду має свій набір летких речовин, що перейшли в нього разом з нектаром. Автором проведені дослідження з ідентифікації запашних речовин деяких видів вітчизняного меду і квіток — джерел нектару, з яких був отриманий мед. Усього було визначено 105 речовин, у тому числі серед летких з'єднань аромату меду — 70. Наприклад, в ароматі квіток соняшника було ідентифіковано 27 сполук, а серед речовин аромату соняшникового меду — 45. У результаті аналізу складів ідентифікованих речовин аромату квіток соняшника і меду встановлено, що частина летучих речовин квіток зберігається в меді. До них належать альфа-терпенолен, альфа-пинен, фелландрен. Інші з'єднання, які присутні у менших кількостях в ароматі квіток, не були виявлені в меді.
Це вказує на те, що речовини, що переходять у мед з нектару, з одного боку, випаровуються згодом, а з іншого — піддаються складним біохімічним перетворенням. Результати ідентифікації ароматичних речовин можна використовувати для виявлення чітких розбіжностей між медами окремих ботанічних видів.
У процесі зберігання склад летких речовин меду різного походження змінюється. Якщо в перші місяці зберігання після випомповування зі стільників мед має характерний запах квіток, то в наступні, внаслідок ферментних процесів, комплекс запашних речовин зазнає змін і медовий аромат стає інтенсивнішим.
Ліпіди присутні в меді в незначних кількостях і визначаються тільки у виді відсоткового відношення окремих фракцій. Нейтральні ліпідні композиції меду сильно відрізняються від звичайного взаємини ліпідів у тваринних і рослинних тканинах. Фракція холестеролових ефірів найбільша в ряді складених нейтральних ліпідів усіх видів меду (45 %). Далі йдуть тригліцериди (22 %), вміст вільних жирних кислот і вільних холестеролів становить 17—18 %. Не встановлено залежності між вмістом окремих фракцій ліпідів і ботанічним походженням меду.

## Калорійність меду
Калорійність меду дуже висока і становить близько 330 ккал, або 1300 Дж, у 100 г продукту. Основну частину меду складає оптимальне співвідношення моноцукрів — глюкози та фруктози. Мед не пліснявіє при тривалому збереженні навіть у сприятливих для розвитку мікроорганізмів умовах і зберігає високі живильні та смакові якості. Це дає підставу стверджувати, що всі натуральні види меду мають антимікробну дію.
Загальні властивості меду є результатом впливу комплексу окремих груп речовин і характеризують специфічні особливості даного харчового продукту. До них відносять: в'язкість, гігроскопічність, щільність, оптичну активність, теплопровідність, тепломісткість, питому електропровідність.
Гігроскопічність — здатність меду поглинати (сорбувати) вологу з повітря. Мед надзвичайно гігроскопічний завдяки наявності фруктози та деяких не цукристих речовин. Деякі види меду поглинають більше вологи, ніж чиста фруктоза або інвертний цукор, і ця властивість широко використовується при виготовленні борошняних кондитерських виробів. Пряники й кекси з додаванням меду черствіють повільніше, краще зберігають аромат.

## Цукровий мед
У бджільництві згодовування бджолам цукрового сиропу, а іноді й самого нерозчинного цукру викликано наступною необхідністю: поповнення у вуликах відсутніх кормових запасів або їхньої заміни; стимуляції розвитку бджолиних родин (так звана спекулятивна підгодівля) з метою найшвидшого нарощування великої кількості робочих бджіл; проведення профілактичних і лікувальних обробок у суміші з медпрепаратами. У цукрового меду слабко виражений аромат, він дуже солодкий на смак. При кристалізації має дрібнозернисту структуру. У ньому відсутні білкові речовини, мінеральні солі та вітаміни. Однак це в тому випадку, якщо він вироблений бджолами тільки з одного цукрового сиропу, якщо він не змішаний із квітковим медом. Адже навіть при наявності в природі невеликого резерву цукровий мед може бути змішаний із квітковим і тоді якість його буде залежати від ботанічного складу рослин, з яких бджоли додали до нього нектар.
Варто врахувати бджолярам і те, що систематичне застосування на пасіках цукрового сиропу, різних білкових підгодівель негативно позначається на самих бджолиних родинах, приводить до поступового виродження цих медоносних комах, тому що ніякий штучно приготовлений корм не в змозі замінити їм природну їжу — квітковий нектар і пилок. Переконливим доказом цього прикладу є самі ж бджоли, що при першій найменшій нагоді спрямовуються за пилком у сад або на луг, не звертаючи уваги на приготовлений для них штучний корм.

## Підроблення меду
Несправжній мед отримують шляхом підмішування до натурального меду крохмальної патоки, крохмального клейстеру, борошна, солоду, штучного меду, штучного інвертного цукру та інших добавок.

## Розпізнавання натурального меду
На це складне питання вичерпну відповідь може дати тільки лабораторія, добре оснащена спеціальними приладами для проведення хімічного аналізу меду. Органолептична оцінка його може бути така: натуральний квітковий бджолиний мед при пробі на смак не розчиняється в роті як цукор, а тане. У нього тонкий, ніжний або ж добре виражений специфічний для окремих видів рослин, можливо, трішки різкий і навіть з гіркуватістю, смак і приємний аромат, що нагадує букет квітучих рослин, з яких він отриманий. За кольором золотисто-жовтий, ясно-жовтий, ясно-коричневий, коричневий, бурштиновий, рідше — прозорий, темний і бурий.
За консистенцією після випомпування густий сироподібний. У такому стані він може зберігатися 1—1,5 місяця, після чого густіє (кристалізується) і перетворюється в дрібнозернисту, грубозернисту, кашкоподібну, салоподібну і навіть щільну тверду масу. Неправильно вважають деякі необізнані в цьому питанні споживачі, що мед, який закристалізувався (зацукрувався) — цукровий. Садка меду при збереженні — нормальне явище, тому ніколи не слід шукати рідкого меду в природному стані пізньої осені, а тим більше в зимовий час. Що стосується деяких домішок до нього, що можуть бути додані несумлінними бджолярами, то їх неважко визначити такими простими способами:
1. У невелику пробірку беруть пробу меду, додають дистильованої води й розчиняють його. В осаді або на поверхні негайно ж і виявиться небажана механічна домішка до нього.
2. Домішки крейди можна знайти, якщо до проби меду, розведеного дистильованою водою, додати трохи крапель якої-небудь органічної кислоти або оцту. При наявності крейди відбувається скипання суміші унаслідок виділення вуглекислого газу.
3. Щоб виявити домішки борошна або крохмалю, що можуть бути додані до меду для додання йому видимості кристалізації, необхідно в прокип'ячений і охолоджений розчин меду влити декілька крапель розчину йодистого калію. Поява в ньому синього забарвлення і буде свідчити про наявність такого роду домішок.
4. Домішку до меду крохмальної патоки можна визначити нашатирним спиртом, що краплинами додають до проби меду, попередньо розчиненого в дистильованій воді (одна частина меду і дві — води). При наявності крохмальної патоки досліджуваний розчин забарвлюється в білий колір, у ньому випадає бурий осад. Мед з домішкою крохмальної патоки грузлий, тягучий і не кристалізується при збереженні.
5. Щоб визначити наявність у меді домішок паді, до проби меду, розчиненого дистильованою водою в рівних обсягах, додають удвічі більше вапняної води, добре змішують і підігрівають до кипіння. При наявності в ньому домішок паді утворяться пластівці осаду бурого кольору. За відсутністю вапняного розчину дослідження меду на падь можна провести винним спиртом. Для цього в пробірку наливають 1 мол водного розчину меду (одна частина меду на двох частин дистильованої води), додають до нього 10 мол 96 % винного спирту і все збовтують. Мед з домішкою паді в такому випадку каламутніє й забарвлюється в молочно-білий колір. Чисто падевий мед сильно каламутніє і дає пластівчастий осад.

Для того, щоб переконати покупця в тім, що пропонований мед непідроблений, деякі бджолярі пропонують опустити в крапельку меду стрижень хімічного олівця, у якому він не розчиняється. Інші бджолярі в цих же цілях пропонують покупцям нанести лінії хімічним олівцем на змазаному медом листі білого паперу, що нібито в натуральному меді повинні залишатися без зміни, а у фальсифікованому розчинятися. Достовірність такого народного способу визначення якості меду неодноразово перевірялася в лабораторіях, але, на жаль, не підтвердилася. Отже, за допомогою хімічного олівця не потрібно намагатися визначити якість меду.

## Зберігання меду
Завдяки своєму складу та хімічним властивостям мед придатний для тривалого зберігання. Мед і предмети, занурені в мед, здатні зберігатися протягом століть (однак в єгипетських гробницях не було знайдено жодного їстівного меду; у всіх таких випадках було встановлено, що це були інші речовини або лише хімічні сліди). Основною запорукою такого тривалого терміну збреження є дотримання ряду особливих умов, як герметизації посудин, обмеження доступу вологи та сприятлива температура повітря у місцях складування. За природний приклад можна взяти зберігання меду в невеличких стільникових відділах бджолами, з герметизацією стільників воском.
При застосуванні типових умов зберігання не рекомендується вживати мед більш як дво- чи трирічної давності. Зважаючи на здатність меду сильно вбирати сторонні запахи, бажано зберігати його в чистих, щільно закритих посудинах. Також рекомендується зберігати мед у затемнених (непрозорих) посудинах, або в темному місці. При перебуванні меду на прямому сонячному освітленні протягом однієї доби його лізоцими (антибактеріальні білкові ферменти) руйнуються. Мед також слід оберігати від надмірного припливу кисню — це спричиняє прискорену кристалізацію. Оптимальна температура зберігання становить 4—10 °C. Місце зберігання повинно бути темним та сухим, таким що запобігає вбиранню медом вологи. При надмірному вбиранні вологи мед може розпочати ферментування.
Акацієвий мед відомий своєю більшою стійкістю до кристалізації.
З огляду на вищезазначені властивості (інтенсивне вбирання зовнішніх запахів та вологи) не рекомендується зберігати мед в холодильниках, особливо разом з іншими продуктами.
При зберіганні у металевій тарі, як вважається, мед поступово набирає токсинів. У давні часи мед зберігали в керамічному та дерев'яному посуді. Зараз використовуються скляні місткості.
Традиційно мед зберігався у льохах, але не разом з вином чи іншими продуктами. Мед вважається навіть чутливішим до умов зберігання, ніж найкращі вина.
Мед не слід розігрівати до температури понад 40 °C, оскільки при її перевищенні підвищується значення гідроксиметилфурфуролу[джерело?], хоча його токсичність не доведена та значення у каві та/або кока колі в рази вище від дозволеного у медові та не нормується.

## Виробництво в Україні
| Країна          | Виробництво (тонн) |
| --------------- | ------------------ |
| КНР             | 444,100            |
| Туреччина       | 109,330            |
| Канада          | 80,345             |
| Аргентина       | 78,927             |
| Іран            | 75,463             |
| США             | 71,179             |
| Україна         | 69,937             |
| Індія           | 67,141             |
| Всього          | 1,852,598          |
| Source: FAOSTAT |                    |

В Україні не діють жодні обов'язкові вимоги до якості меду, а чинний держстандарт є добровільним. У рамках Угоди про асоціацію Україна взяла на себе зобов'язання запровадити європейські вимоги до меду, які зафіксовано в Директиві Ради 2001/110/ЄС до кінця 2019 року.
Україна у 2012 році виробила 70 тис. тонн меду, що дозволило їй увійти до п'ятірки найбільших виробників цієї продукції у світі (третє місце після Китаю й Туреччини). У 2012 році Україна експортувала 13,3 тис. тонн меду (це на 35,1 % більше, ніж у 2011 році), що становить 18,6 % від загального виробництва продукції за рік. Основними імпортерами українського меду 2013 року є Німеччина (5,8 тис. тонн у 2012 році), Росія (2,3 тис. тонн) і Польща (2,2 тис. тонн).
Валове виробництво меду в Україні у 2014 році становило 66,5 тисячі тонн. При цьому експорт меду у 2014 році становив 36,3 тис. тонн, що на 67,6 % більше, ніж роком раніше. У 2014 році найбільшими імпортерами українського меду були Німеччина — 11,5 тис. тонн, США — 7,8 тис. тонн, Польща — 7 тис. тонн, Словаччина — 1,8 тис. тонн, Франція — 1,8 тис. тонн, Іспанія — 1,6 тис. тонн.
Валове виробництво меду у 2015 році становило понад 70 тисяч тонн, що ставить Україну на перше місце в Європі й третє — у світі.
Цікаво що за 5 місяців 2015 року Україна перевищила річну квоту на експорт меду до ЄС. Зокрема, квота на безмитне ввезення меду до країн ЄС — 5 тисяч тонн. Натомість Україна лише за 5 місяців експортувала вже 6,3 тисячі тонн.
Станом на 2018 рік 80 % меду (57 тис. тонн із 70 тис.), який виробляється в Україні іде на експорт. У січні за 11 днів від початку року Україна вичерпала квоту експорту меду до ЄС.
У 2019 році Україна опустилася на 7-те місце у світі за виробництвом меду (69 тис. тонн), пропустивши попереду себе Китай (444 тис. тонн), Туреччину (109 тис. тонн), Канаду (80 тис. тонн), Аргентину (78 тис. тонн), Іран (75 тис. тонн) і США (71 тис. тонн).

## Слов'янські звичаї
Слов'яни мали звичку вживати бджолиний мед в їжу. А також робили з меду такі напої як медовуха та квас.

## Міфи про мед
Серед простого люду поширений міф що мед допомагає від усіх хвороб.
Також існує міф що мед корисно споживати усім, але давати мед дітям молодшим ніж рік небезпечно — незначні кількості спор бактерій групи клостридії (нешкідливі для дітей старшого віку та дорослих) у немовлят можуть викликати ботулізм.

## Отруйний мед
Часті випадки отруєння людей після вживання меду, зібраного бджолами з отруйних рослин родини вересових — видів вересу, рододендрону, азалії,  лавру, багна, болиголова, коріарії (Coriaria arborea), олеандра і трикрильника (Tripterygium). Досить рідкісним явищем є мед з коноплі, блекоти, наперстянки, пієріса японського. У отруйному меді було виявлено типові фітотоксини та алкалоїди. Такий мед може викликати головний біль, блювоту, потемніння в очах, та іноді і непритомний стан.
В історичному оповіданні про відступ грецьких воїнів з Малої Азії, Ксенофонт Афінський у своєму творі «Анабасіс Кіра» (грец. Κύρου Ἀνάβασις), у розділі VIII книги IV він описує масове отруєння медом. Коли воїни, що поїли в Колхіді меду, втрачали свідомість, була блювота і пронос; жоден з них не міг триматися на ногах. Ті, що з'їли багато, - були як божевільні - а кілька людей, здавалося, були при смерті. На наступний день виявилося, що ніхто не помер і хворі прийшли в себе в ту саму годину, в якій знепритомніли напередодні.
Коли мед піддається нагріванню вище ніж 40-50˚С — в ньому утворюється гідроксиметилфурфурол, який надає меду токсичних властивостей. Також процес впливу підвищених температур призводить до втрати його традиційно визнаних цілющих властивостей.

## Згадування у релігійних джерелах
Мед згадується в Біблії, зокрема в книзі псалмів. Цар Давид передає своє ставлення до Слова Божого: «Яке то солодке слово Твоє для мого піднебіння, солодше від меду воно моїм устам!» (Пс. 118:103).
Приповісті, 25:27 — «Їсти меду багато не добре, так досліджувати власну славу неслава». Приповісті, 25:16 — «Якщо мед ти знайшов, то спожий, скільки досить тобі, щоб ним не пересититися та не звернути». Приповісті, 24:13 — «Їж, сину мій, мед, бо він добрий, а мед щільниковий солодкий він на піднебінні твоїм, отак мудрість пізнай для своєї душі: якщо знайдеш її, то ти маєш майбутність, і надія твоя не понищиться!».

## Галерея

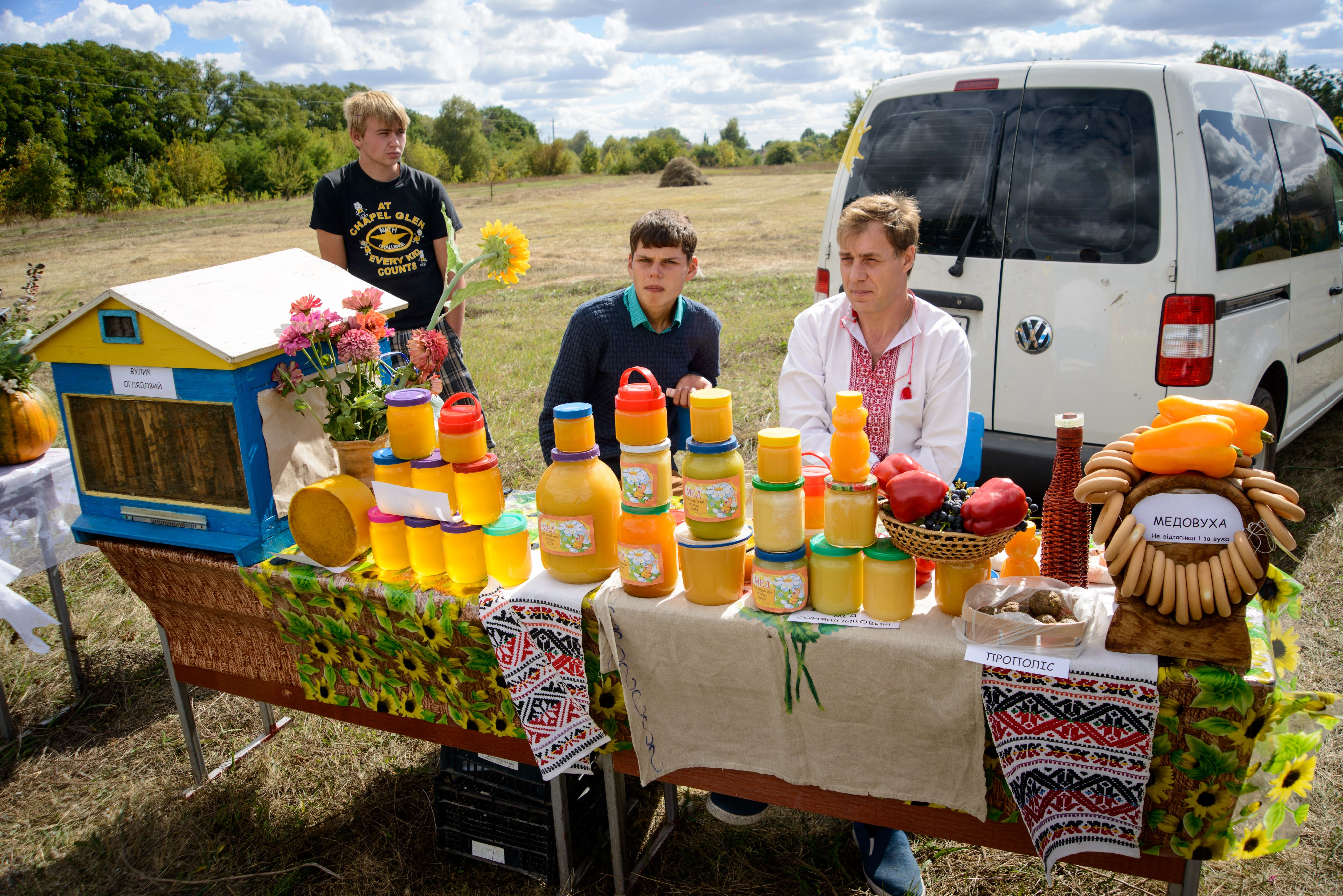
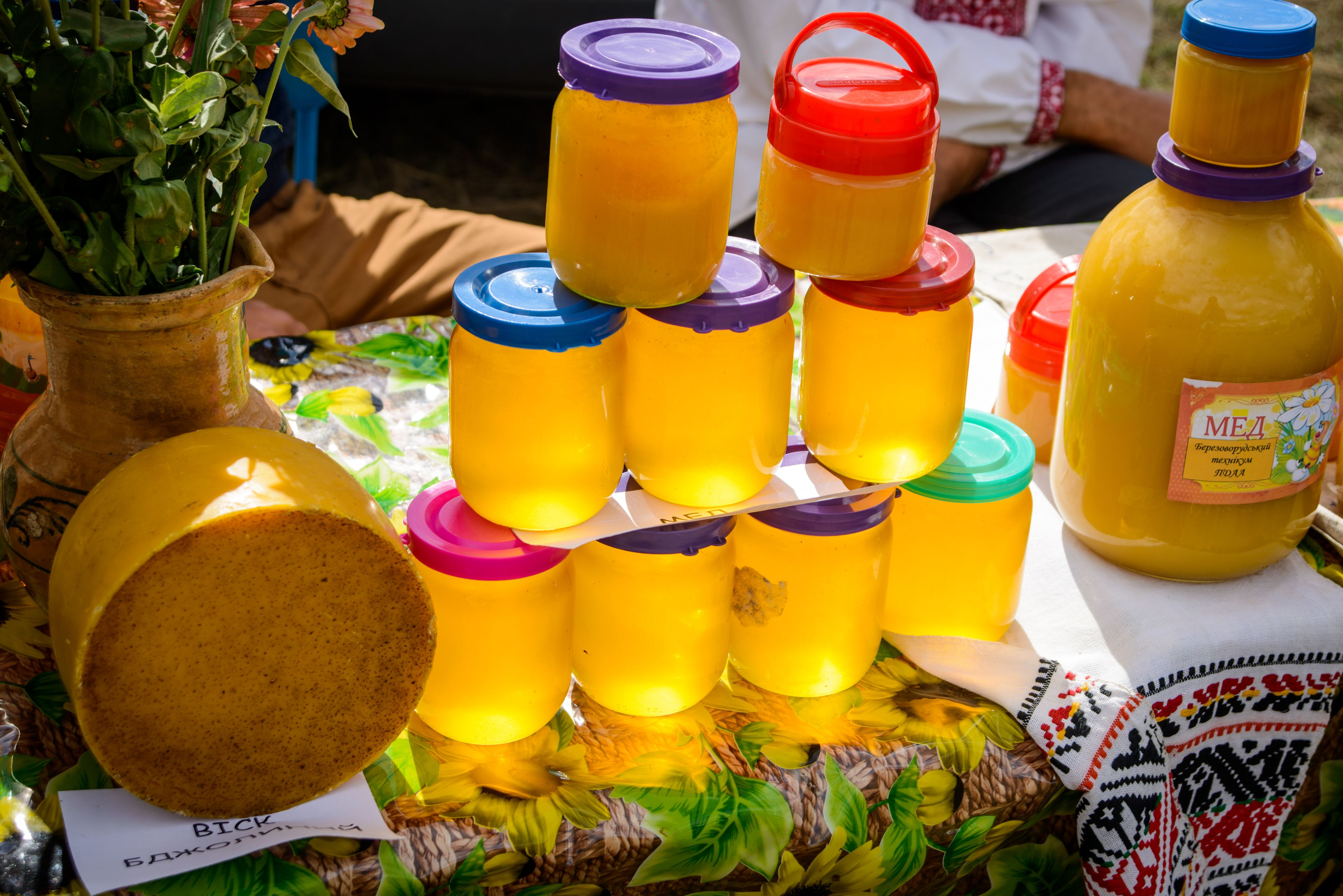
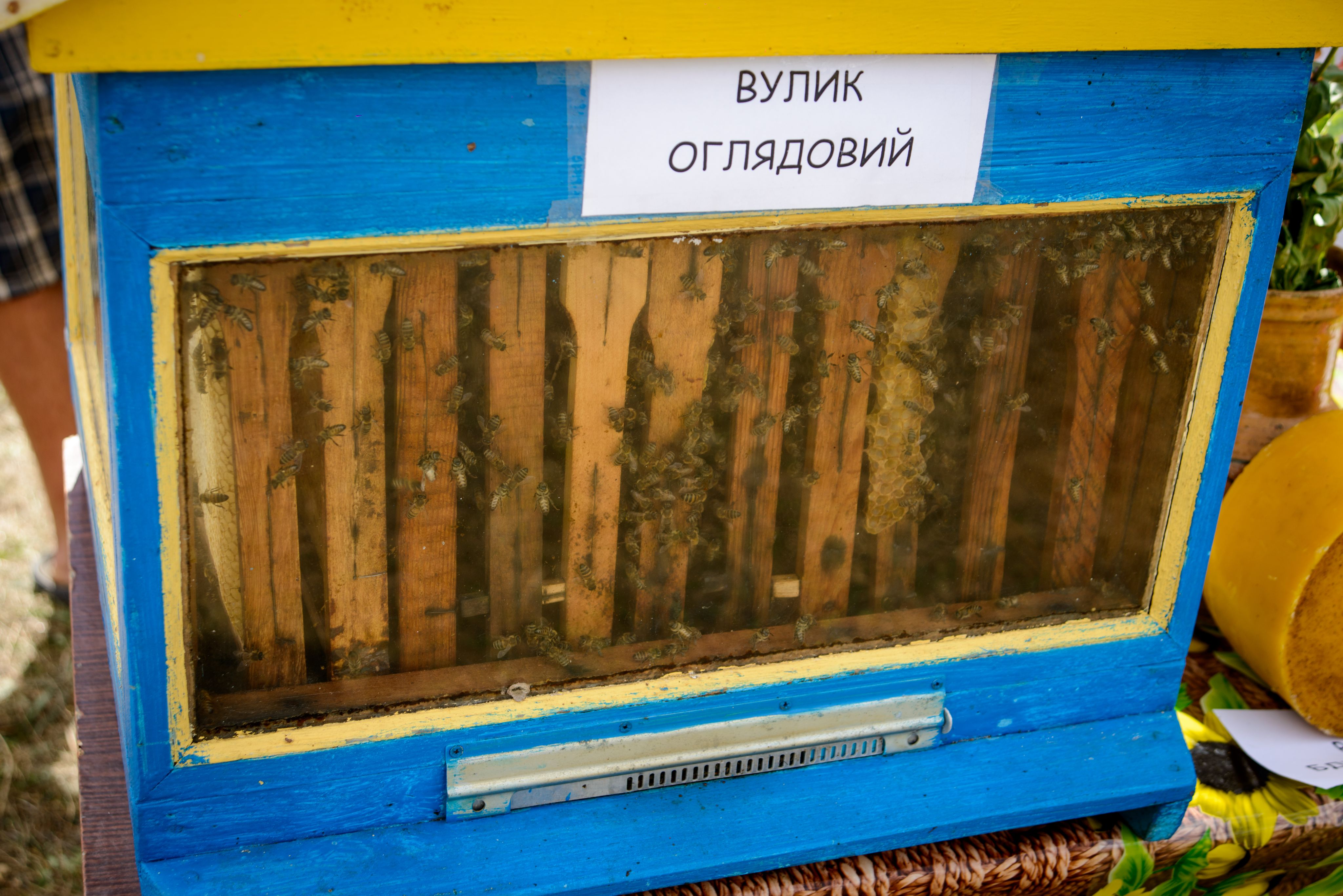
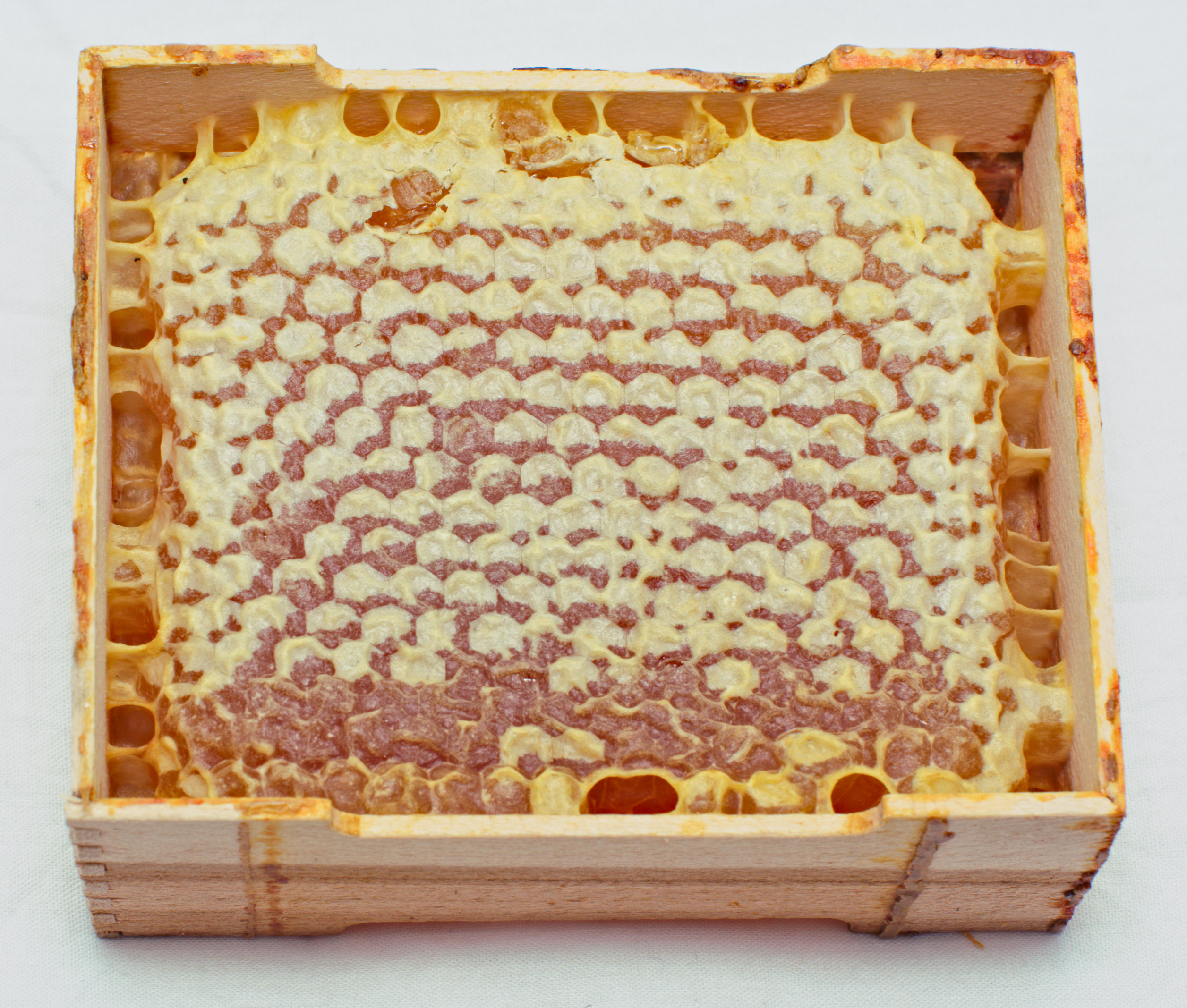